# لينوكس (مغني)
غابرييل إنريكي بيزارو بيزارو ( كارولينا ، بورتوريكو ، 10 ديسمبر 1980 م)، المعروف باسم لينوكس (Lennox)، هو مغني ريغيتون بورتوريكي،  و عضو في الثنائي زايون و لينوكس. 